# Rosa 'Bobbie James'
Rosa 'Bobbie James' — сорт Современных садовых роз (англ. Modern Roses) класса Гибриды розы Вишурана (англ. Hybrid Wichurana).
Этот сорт напоминает вид Rosa multiflora.
Лучший из мелкоцветковых рамблеров (англ. Rambler). Напоминает видовые розы, но имеет более крупные и более махровые цветки. Английский розовод Грэхем Томас (работавший в Sunningdale Nurseries) обнаружил сеянец в саду леди Серены Джеймс в Йоркшире, и назвал его в честь её мужа, Роберта Джеймса, погибшего в 1960 году.

## Биологическое описание

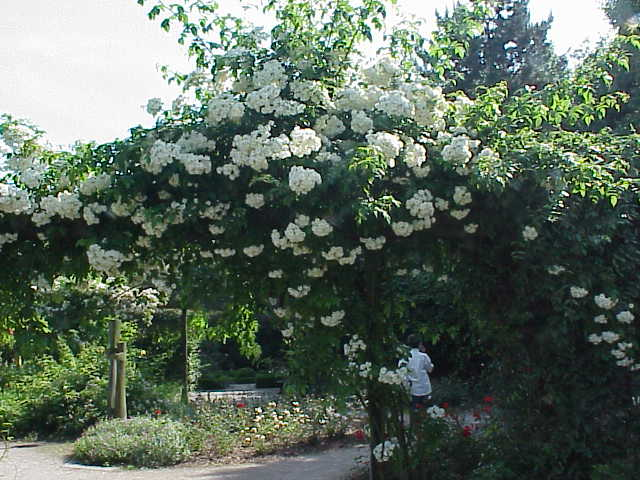

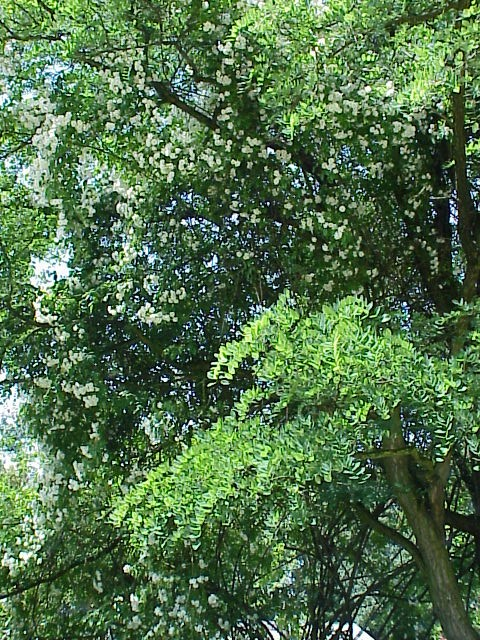

Высота куста 245—760 см, ширина около 300 см.
По характеру роста — плетистая, однократно, но обильно цветущая роза.
Листва ярко-зелёная, блестящая
Цветки 4—5 см в диаметре, полумахровые, белые, в кистях. Пыльники жёлтые.
Лепестков более 10—15.
Аромат сильный, мускусный.
Плоды многочисленные, мелкие, оранжево-красные.

## В культуре
Зоны морозостойкости (USDA-зоны): от 5b (−23.3 °C… −26.1 °C) до 10b (+1.7 °C… +4.4 °C).
В средней полосе России требует зимнего укрытия.
Устойчивость к болезням средняя.
Цветки раскрываются медленно, в течение двух недель. Может нарастать несколько лет, прежде чем зацветет первый раз. Цветение на трехлетних побегах.
Лучше выращивать, пустив по старому дереву. Опора должна быть прочной, чтобы выдержать вес разросшегося растения.